# Hiperplasia suprarrenal
La hiperplasia suprarrenal se produce por un trastorno del funcionamiento de las glándulas suprarrenales. Algunas hormonas se producen de forma insuficiente mientras que otras lo hacen en exceso.
Se denomina hiperplasia suprarrenal congénita a aquella de origen genético que aparece en el momento del nacimiento del bebé. Es importante su detección precoz mediante análisis clínicos pues los niños pueden no presentar signo aparente tras el nacimiento. Su existencia puede presentar una complicación grave poniendo en peligro la vida del neonato en las primeras semanas de vida si no se detecta y trata. 
En España existe un protocolo de detección precoz, diagnosis y tratamiento que se realiza a todos los neonatos, es la llamada prueba del talón. Este protocolo también se realiza en Cuba, Ecuador, Argentina y en  Uruguay desde 1994 de manera gratuita decretado por ley para la detección de enfermedades genéticas graves.
Esta enfermedad se puede producir por la hipersecreción de la hormona Adenocorticotropina.
- Datos: Q5898303